# Хоментовский, Александр Яковлевич
Александр Яковлевич Хоментовский (1858, Могилёвский уезд — 25 января 1917) — депутат Государственной думы I созыва от Могилёвской губернии

## Биография
Принадлежал к польскому дворянскому роду Хоментовских. 19 февраля 1904 года вместе с братом Фёдором внесён в шестую часть дворянской родословной книги Могилёвской губернии. Окончил Витебскую гимназию и физико-математический факультет Петербургского университета. Почётный мировой судья. Земский гласный Могилёвской губернии по назначению. К 1904 году — надворный советник, к 1906 — коллежский советник. Землевладелец, занимался сельским хозяйством в имении Кривое Могилёвского уезда Могилёвской губернии. Участник учредительного съезда партии народной свободы 12-18 октября 1905 года в Москве. Участник земского съезда и последующих совещаний с ЦК кадетской партии в ноябре 1905 года в Москве. Член Могилёвского губернского комитета и руководитель группы кадетской партии в Толочине.
27 марта 1906 избран в Государственную думу I созыва от общего состава выборщиков Могилёвского губернского избирательного собрания. Был единственным дворянином-землевладелецем, прошедшим в Государственную думу I созыва от Могилёвской губернии. Польским сообществом Могилёвской губернии его избрание было признано удачей. Входил в Конституционно-демократическую фракцию. Подписал законопроект «О гражданском равенстве» и законопроект «Об изменении статей 55—57 Учреждения Государственной думы». Участник комитетов о нуждах сельскохозяйственной промышленности и по преобразованию крестьянских законоположений. В конце мая 1906, как член Думы от Могилёвской губернии, направил могилёвскому губернатору Д. Ф. Гагману телеграмму с предупреждением о подготовке еврейского погрома в Гомеле.
10 июля 1906 года в г. Выборге подписал "Выборгское воззвание"  и осуждён по ст. 129, ч. 1, п. п. 51 и 3 Уголовного Уложения, приговорён к 3 месяцам тюрьмы и лишён права быть избранным.
В 1909 году по-прежнему входил в Могилёвский губернский комитет конституционной партии.
Скончался 25 января 1917 г. в своём имении Кривое Могилёвской губернии, похоронен в усыпальнице родового имения Холепянка.

## Семья
К моменту смерти А. Я. Хоментовского его семья состояла из жены, сына, дочери, сестёр и брата Фёдора.

### Рекомендуемые источники
- Э. А. Корнилович. Беларусь: созвездие политических имен: историко-биографический справочник. ФУ Аинформ, 2009 - С. 407
- Российский государственный исторический архив. Фонд 1278. Опись 1 (1-й созыв). Дело 35. Лист 12-18; Фонд 1327. Опись 1. 1905 год. Дело 141. Лист 18-18 оборот.